# باسيل بروك
باسيل بروك (6 أبريل 1895 في المملكة المتحدة - 20 يناير 1983 في المملكة المتحدة) (بالإنجليزية: Basil Brooke)‏ هو لاعب كريكت بريطاني وبريطاني (وحمل سابقاً جنسية المملكة المتحدة لبريطانيا العظمى وأيرلندا). لعب مع Royal Navy Cricket Club ‏.